# John Arthur (rugby)
Pour les articles homonymes, voir John Arthur et Arthur.
John Arhtur (Glasgow, 1848 - Saint-Jean-de-Luz, 1921) est un joueur international écossais de rugby.
Il fait partie de l'équipe d'Écosse de rugby qui affronte l'Angleterre dans ce qui constitue le tout premier match international de rugby de l'histoire, en 1871.

## Biographie
John William Arthur naît le 25 avril 1848 à Glasgow, en Écosse. Il a pour frère Allan Arthur (en), qui deviendra également international écossais de rugby.

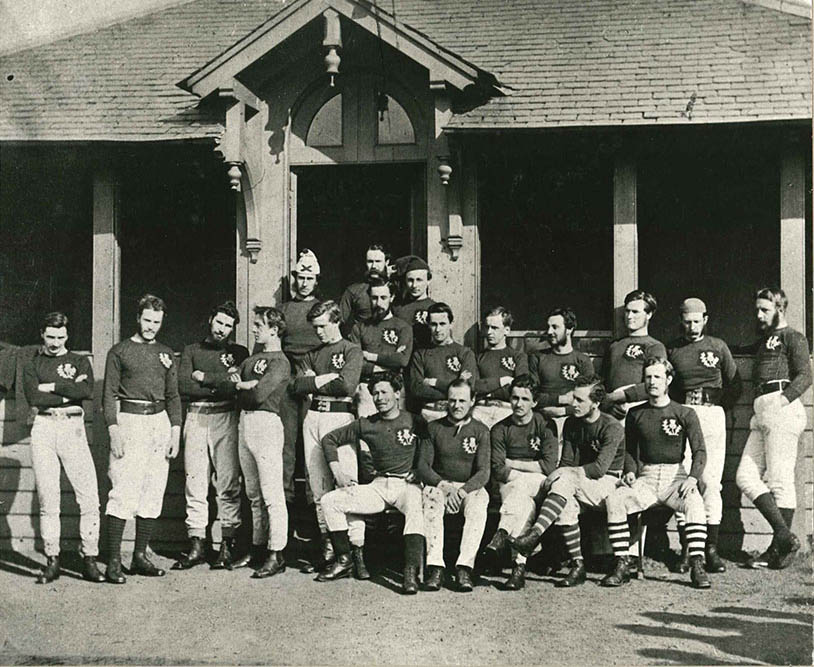
La première équipe nationale de rugby d'Écosse, lors du match de mars 1871 contre l'Angleterre à Édimbourg.

Évoluant au poste de half-back au sein du club de Glasgow Academicals RFC, Arthur prend part à la toute première équipe d'Écosse de rugby lors du tout premier match international de rugby de l'histoire,. Après une tentative d'essai jugée ratée de George Ritchie, Angus Buchanan devient le premier marqueur d'essai en rugby international que William Cross transforme, devenant ainsi le premier à marquer un point en match international (les essais ne rapportant aucun point à cette époque). À la suite d'une action dans laquelle John Arthur commet un en-avant controversé (selon les règles écossaise, c'est autorisé, pas selon les règles anglaises), Cross inscrit le deuxième essai de son équipe, qu'il ne transforme pas. Malgré un essai des Anglais, celui-ci n'est pas transformé et l'Écosse remporte ce premier match international sur le score final est de 1 à 0,.
John Arthur joue aussi le match retour en Angleterre, à The Oval, le 5 février 1872.
Son fils, le docteur J. W. Arthur, a joué pour les London Scottish et a été plus tard ordonné comme missionnaire pour aller en Afrique du Sud britannique.
John William Arthur meurt le 15 mars 1921 à Saint-Jean-de-Luz.